# Wang Bi
En aquest nom xinès, el cognom és Wang.
Wang Bi (226–249), nom estilitzat Fusi (辅嗣), va ser un filòsof neotaoista xinès.
El treball més important de Wang Bi són els comentaris al Dao De Jing i el Yi Jing. El text del Dao De Jing que va aparèixer amb els seus comentaris va ser àmpliament considerat com el millor exemplar d'aquesta obra fins al descobriment dels texts Mawangdui en 1973. Era també un estudiós de xuanxue.
Va exercir com un buròcrata menor en el Regne de Wei, un dels Tres Regnes, i estava casat amb una filla. Va morir de pestilència a l'edat dels 24 anys.